# Saison 2020-2021 des Mavericks de Dallas
La saison 2020-2021 des Mavericks de Dallas est la 41e saison de la franchise en National Basketball Association (NBA).
Le début de saison est marqué par des blessures, notamment celle de Kristaps Porziņģis. L'équipe début mal la saison régulière avec bon nombre de défaites avant de remonter au classement durant la saison, sous l'impulsion de Luka Dončić, sélectionné au NBA All-Star Game.
La franchise remporte pour la première fois, depuis 2010, le titre de la division Sud-Ouest, leur permettant d'avoir l'avantage sur les Trail Blazers de Portland et les Lakers de Los Angeles, au classement, et de finir la saison régulière à la 5e place de la conférence Ouest et d'éviter le play-in tournament.
Lors des playoffs, ils affrontent à nouveau les Clippers de Los Angeles, réussissant à mener 2-0 dans la série, avant de s'incliner lors d'un septième match décisif à l'extérieur, mettant fin à leur saison. À l'issue des playoffs, Rick Carlisle, en poste depuis 13 saisons, quitte son poste d'entraîneur et Donnie Nelson, de son poste de manager général.

## Draft
| Tour | Choix | Joueur       | Poste | Nationalité | Provenance |
| ---- | ----- | ------------ | ----- | ----------- | ---------- |
| 1    | 18    | Josh Green   | SG    | Australie   | Arizona    |
| 2    | 31    | Tyrell Terry | PG    | États-Unis  | Stanford   |

## Matchs

### Pré-saison
| Pré-saison Total: 2-1 (Domicile : 0-1; Extérieur : 2-0) |

| Match | Date match  | Équipe      | Score          | Meilleur marqueur   | Meilleur rebondeur       | Meilleur passeur  | Lieux                    | Série |
| ----- | ----------- | ----------- | -------------- | ------------------- | ------------------------ | ----------------- | ------------------------ | ----- |
| 1     | 12 décembre | @ Milwaukee | V 112-102      | Dončić, Kleber (13) | Nate Hinton (8)          | Trois joueurs (4) | Fiserv Forum             | 1 - 0 |
| 2     | 14 décembre | @ Milwaukee | V 128-112      | Luka Dončić (27)    | Dorian Finney-Smith (11) | Burke, Dončić (4) | Fiserv Forum             | 2 - 0 |
| 3     | 17 décembre | Minnesota   | D 127-129 (OT) | Luka Dončić (20)    | Hardaway, Powell (6)     | Luka Dončić (7)   | American Airlines Center | 2 - 1 |

### Saison régulière
| Saison régulière Total: 42-30 (Domicile : 21-15; Extérieur : 21-15) |

| Match | Date match  | Équipe          | Score     | Meilleur marqueur      | Meilleur rebondeur       | Meilleur passeur | Lieux                    | Série |
| ----- | ----------- | --------------- | --------- | ---------------------- | ------------------------ | ---------------- | ------------------------ | ----- |
| 1     | 23 décembre | @ Phoenix       | D 102-106 | Luka Dončić (32)       | Dončić, Finney-Smith (8) | Luka Dončić (5)  | PHX Arena                | 0 - 1 |
| 2     | 25 décembre | @ L.A. Lakers   | D 115-138 | Luka Dončić (27)       | Maximilian Kleber (5)    | Luka Dončić (7)  | Staples Center           | 0 - 2 |
| 3     | 27 décembre | @ L.A. Clippers | V 124-73  | Luka Dončić (24)       | Luka Dončić (9)          | Luka Dončić (8)  | Staples Center           | 1 - 2 |
| 4     | 30 décembre | Charlotte       | D 99-116  | Tim Hardaway, Jr. (18) | Trois joueurs (6)        | Luka Dončić (5)  | American Airlines Center | 1 - 3 |

| Match                                                                                      | Date match  | Équipe              | Score          | Meilleur marqueur       | Meilleur rebondeur           | Meilleur passeur  | Lieux                    | Série  |
| ------------------------------------------------------------------------------------------ | ----------- | ------------------- | -------------- | ----------------------- | ---------------------------- | ----------------- | ------------------------ | ------ |
| 5                                                                                          | 1er janvier | Miami               | V 93-83        | Luka Dončić (27)        | Luka Dončić (15)             | Luka Dončić (7)   | American Airlines Center | 2 - 3  |
| 6                                                                                          | 3 janvier   | @ Chicago           | D 108-118      | Jalen Brunson (31)      | Finney-Smith, Marjanović (6) | Jalen Brunson (7) | United Center            | 2 - 4  |
| 7                                                                                          | 4 janvier   | @ Houston           | V 113-100      | Luka Dončić (33)        | Luka Dončić (16)             | Luka Dončić (11)  | Toyota Center            | 3 - 4  |
| 8                                                                                          | 7 janvier   | @ Denver            | V 124-117 (OT) | Luka Dončić (38)        | Luka Dončić (9)              | Luka Dončić (13)  | Ball Arena               | 4 - 4  |
| 9                                                                                          | 9 janvier   | Orlando             | V 112-98       | Tim Hardaway, Jr. (36)  | Luka Dončić (11)             | Luka Dončić (10)  | American Airlines Center | 5 - 4  |
| -                                                                                          | 11 janvier  | La Nouvelle-Orléans | Reporté*       | Reporté*                | Reporté*                     | Reporté*          | American Airlines Center | -      |
| 10                                                                                         | 13 janvier  | @ Charlotte         | V 104-93       | Luka Dončić (34)        | Willie Cauley-Stein (14)     | Luka Dončić (9)   | Spectrum Center          | 6 - 4  |
| 11                                                                                         | 15 janvier  | @ Milwaukee         | D 109-112      | Luka Dončić (28)        | Willie Cauley-Stein (11)     | Luka Dončić (13)  | Spectrum Center          | 6 - 5  |
| 12                                                                                         | 17 janvier  | Chicago             | D 101-117      | Luka Dončić (36)        | Luka Dončić (16)             | Luka Dončić (15)  | American Airlines Center | 6 - 6  |
| 13                                                                                         | 18 janvier  | @ Toronto           | D 93-116       | Kristaps Porziņģis (23) | Kristaps Porziņģis (9)       | Luka Dončić (9)   | Amalie Arena             | 6 - 7  |
| 14                                                                                         | 20 janvier  | @ Indiana           | V 124-112      | Kristaps Porziņģis (27) | Kristaps Porziņģis (13)      | Luka Dončić (12)  | Bankers Life Fieldhouse  | 7 - 7  |
| 15                                                                                         | 22 janvier  | @ San Antonio       | V 122-117      | Luka Dončić (36)        | Luka Dončić (9)              | Luka Dončić (11)  | AT&T Center              | 8 - 7  |
| 16                                                                                         | 23 janvier  | Houston             | D 108-133      | Luka Dončić (26)        | Boban Marjanović (12)        | Luka Dončić (8)   | American Airlines Center | 8 - 8  |
| 17                                                                                         | 25 janvier  | Denver              | D 113-117      | Luka Dončić (35)        | Luka Dončić (11)             | Luka Dončić (16)  | American Airlines Center | 8 - 9  |
| 18                                                                                         | 27 janvier  | @ Utah              | D 104-116      | Luka Dončić (30)        | James Johnson (7)            | Luka Dončić (6)   | Vivint Smart Home Arena  | 8 - 10 |
| 19                                                                                         | 29 janvier  | @ Utah              | D 101-120      | Luka Dončić (25)        | Kristaps Porziņģis (9)       | Luka Dončić (7)   | Vivint Smart Home Arena  | 8 - 11 |
| 20                                                                                         | 30 janvier  | Phoenix             | D 105-111      | Luka Dončić (29)        | Willie Cauley-Stein (9)      | Luka Dončić (7)   | American Airlines Center | 8 - 12 |
| * Le match a été reporté à la suite du protocole sanitaire de la ligue contre la covid-19. |             |                     |                |                         |                              |                   |                          |        |

| Match                                             | Date match  | Équipe              | Score     | Meilleur marqueur       | Meilleur rebondeur      | Meilleur passeur    | Lieux                    | Série   |
| ------------------------------------------------- | ----------- | ------------------- | --------- | ----------------------- | ----------------------- | ------------------- | ------------------------ | ------- |
| 21                                                | 1er février | Phoenix             | D 108-109 | Luka Dončić (25)        | Kristaps Porziņģis (10) | Luka Dončić (8)     | American Airlines Center | 8 - 13  |
| 22                                                | 3 février   | @ Atlanta           | V 122-116 | Luka Dončić (27)        | Kristaps Porziņģis (11) | Luka Dončić (14)    | State Farm Arena         | 9 - 13  |
| 23                                                | 4 février   | Golden State        | D 116-147 | Luka Dončić (27)        | Maximilian Kleber (7)   | Luka Dončić (6)     | American Airlines Center | 9 - 14  |
| 24                                                | 6 février   | Golden State        | V 134-132 | Luka Dončić (42)        | Kristaps Porziņģis (10) | Luka Dončić (11)    | American Airlines Center | 10 - 14 |
| 25                                                | 8 février   | Minnesota           | V 127-122 | Kristaps Porziņģis (27) | Kristaps Porziņģis (13) | Josh Richardson (8) | American Airlines Center | 11 - 14 |
| 26                                                | 10 février  | Atlanta             | V 118-117 | Luka Dončić (28)        | Luka Dončić (10)        | Luka Dončić (10)    | American Airlines Center | 12 - 14 |
| 27                                                | 12 février  | La Nouvelle-Orléans | V 143-130 | Luka Dončić (46)        | Luka Dončić (8)         | Luka Dončić (12)    | American Airlines Center | 13 - 14 |
| 28                                                | 14 février  | Portland            | D 118-121 | Luka Dončić (44)        | Kristaps Porziņģis (8)  | Luka Dončić (9)     | American Airlines Center | 13 - 15 |
| -                                                 | 17 février  | Détroit             | Reporté*  | Reporté*                | Reporté*                | Reporté*            | American Airlines Center | -       |
| -                                                 | 19 février  | @ Houston           | Reporté*  | Reporté*                | Reporté*                | Reporté*            | Toyota Center            | -       |
| 29                                                | 22 février  | Memphis             | V 102-92  | Tim Hardaway, Jr. (29)  | Dorian Finney-Smith (9) | Luka Dončić (5)     | American Airlines Center | 14 - 15 |
| 30                                                | 23 février  | Boston              | V 110-107 | Luka Dončić (31)        | Luka Dončić (10)        | Luka Dončić (8)     | American Airlines Center | 15 - 15 |
| 31                                                | 25 février  | @ Philadelphie      | D 97-111  | Luka Dončić (19)        | Boban Marjanović (12)   | Luka Dončić (4)     | Wells Fargo Center       | 15 - 16 |
| 32                                                | 27 février  | @ Brooklyn          | V 115-98  | Luka Dončić (27)        | Dorian Finney-Smith (8) | Luka Dončić (7)     | Barclays Center          | 16 - 16 |
| * Les match ont été reportés à cause de la météo. |             |                     |           |                         |                         |                     |                          |         |

| Match                  | Date match | Équipe                | Score     | Meilleur marqueur             | Meilleur rebondeur      | Meilleur passeur          | Lieux                    | Série   |
| ---------------------- | ---------- | --------------------- | --------- | ----------------------------- | ----------------------- | ------------------------- | ------------------------ | ------- |
| 33                     | 1er mars   | @ Orlando             | V 130-124 | Luka Dončić (33)              | Dončić, Porziņģis (10)  | Luka Dončić (9)           | Amway Center             | 17 - 16 |
| 34                     | 3 mars     | Oklahoma City         | V 87-78   | Hardaway, Jr., Porziņģis (19) | Kristaps Porziņģis (13) | Trey Burke (6)            | American Airlines Center | 18 - 16 |
| NBA All-Star Game 2021 |            |                       |           |                               |                         |                           |                          |         |
| 35                     | 10 mars    | San Antonio           | V 115-104 | Kristaps Porziņģis (28)       | Kristaps Porziņģis (14) | Luka Dončić (12)          | American Airlines Center | 19 - 16 |
| 36                     | 11 mars    | @ Oklahoma City       | D 108-116 | Josh Richardson (27)          | Dorian Finney-Smith (8) | Josh Richardson (6)       | Chesapeake Energy Arena  | 19 - 17 |
| 37                     | 13 mars    | @ Denver              | V 116-103 | Kristaps Porziņģis (25)       | Dwight Powell (11)      | Luka Dončić (12)          | Ball Arena               | 20 - 17 |
| 38                     | 15 mars    | L.A. Clippers         | D 99-109  | Luka Dončić (25)              | Luka Dončić (10)        | Luka Dončić (16)          | American Airlines Center | 20 - 18 |
| 39                     | 17 mars    | L.A. Clippers         | V 105-89  | Luka Dončić (42)              | Kristaps Porziņģis (13) | Luka Dončić (9)           | American Airlines Center | 21 - 18 |
| 40                     | 19 mars    | @ Portland            | D 119-125 | Luka Dončić (38)              | Luka Dončić (9)         | Luka Dončić (9)           | Moda Center              | 21 - 19 |
| 41                     | 21 mars    | @ Portland            | V 132-92  | Luka Dončić (37)              | Kristaps Porziņģis (8)  | Trois joueurs (4)         | Moda Center              | 22 - 19 |
| 42                     | 24 mars    | @ Minnesota           | V 128-108 | Kristaps Porziņģis (29)       | Jalen Brunson (11)      | Jalen Brunson (5)         | Target Center            | 23 - 19 |
| 43                     | 26 mars    | Indiana               | D 94-109  | Kristaps Porziņģis (31)       | Kristaps Porziņģis (18) | Porziņģis, Richardson (3) | American Airlines Center | 23 - 20 |
| 44                     | 27 mars    | @ La Nouvelle-Orléans | D 103-112 | Tim Hardaway, Jr. (30)        | Boban Marjanović (11)   | Trois joueurs (4)         | Smoothie King Center     | 23 - 21 |
| 45                     | 29 mars    | @ Oklahoma City       | V 127-106 | Luka Dončić (25)              | Kristaps Porziņģis (9)  | Brunson, Dončić (7)       | Chesapeake Energy Arena  | 24 - 21 |
| 46                     | 31 mars    | @ Boston              | V 113-108 | Luka Dončić (36)              | Dorian Finney-Smith (9) | Luka Dončić (5)           | TD Garden                | 25 - 21 |

| Match | Date match | Équipe         | Score     | Meilleur marqueur       | Meilleur rebondeur       | Meilleur passeur    | Lieux                    | Série   |
| ----- | ---------- | -------------- | --------- | ----------------------- | ------------------------ | ------------------- | ------------------------ | ------- |
| 47    | 2 avril    | @ New York     | V 99-86   | Luka Dončić (26)        | Dorian Finney-Smith (9)  | Luka Dončić (7)     | Madison Square Garden    | 26 - 21 |
| 48    | 3 avril    | @ Washington   | V 109-87  | Luka Dončić (26)        | Boban Marjanović (12)    | Luka Dončić (6)     | Capital One Arena        | 27 - 21 |
| 49    | 5 avril    | Utah           | V 111-103 | Luka Dončić (31)        | Luka Dončić (9)          | Luka Dončić (8)     | American Airlines Center | 28 - 21 |
| 50    | 7 avril    | @ Houston      | D 93-102  | Kristaps Porziņģis (23) | Kristaps Porziņģis (12)  | Luka Dončić (5)     | Toyota Center            | 28 - 22 |
| 51    | 8 avril    | Milwaukee      | V 116-101 | Luka Dončić (27)        | Kristaps Porziņģis (17)  | Luka Dončić (9)     | American Airlines Center | 29 - 22 |
| 52    | 11 avril   | San Antonio    | D 117-119 | Kristaps Porziņģis (31) | Kristaps Porziņģis (15)  | Luka Dončić (7)     | American Airlines Center | 29 - 23 |
| 53    | 12 avril   | Philadelphie   | D 95-113  | Luka Dončić (32)        | Dorian Finney-Smith (11) | Luka Dončić (4)     | American Airlines Center | 29 - 24 |
| 54    | 14 avril   | @ Memphis      | V 114-113 | Luka Dončić (29)        | Trois joueurs (8)        | Brunson, Dončić (9) | FedExForum               | 30 - 24 |
| 55    | 16 avril   | New York       | D 109-117 | Kristaps Porziņģis (23) | Kristaps Porziņģis (12)  | Luka Dončić (19)    | American Airlines Center | 30 - 25 |
| 56    | 18 avril   | Sacramento     | D 107-121 | Luka Dončić (37)        | Kristaps Porziņģis (11)  | Brunson, Dončić (4) | American Airlines Center | 30 - 26 |
| 57    | 21 avril   | Détroit        | V 127-117 | Luka Dončić (30)        | Luka Dončić (10)         | Luka Dončić (9)     | American Airlines Center | 31 - 26 |
| 58    | 22 avril   | L.A. Lakers    | V 115-110 | Luka Dončić (30)        | Luka Dončić (9)          | Luka Dončić (8)     | American Airlines Center | 32 - 26 |
| 59    | 24 avril   | L.A. Lakers    | V 108-93  | Dwight Powell (25)      | Maximilian Kleber (10)   | Luka Dončić (13)    | American Airlines Center | 33 - 26 |
| 60    | 26 avril   | @ Sacramento   | D 106-113 | Luka Dončić (24)        | Trois joueurs (7)        | Luka Dončić (8)     | Golden 1 Center          | 33 - 27 |
| 61    | 27 avril   | @ Golden State | V 133-103 | Luka Dončić (39)        | Finney-Smith, Powell (8) | Luka Dončić (8)     | Chase Center             | 34 - 27 |
| 62    | 29 avril   | @ Détroit      | V 115-105 | Tim Hardaway, Jr. (42)  | Trois joueurs (7)        | Jalen Brunson (4)   | Little Caesars Arena     | 35 - 27 |

| Match | Date match | Équipe              | Score     | Meilleur marqueur       | Meilleur rebondeur        | Meilleur passeur  | Lieux                      | Série   |
| ----- | ---------- | ------------------- | --------- | ----------------------- | ------------------------- | ----------------- | -------------------------- | ------- |
| 63    | 1er mai    | Washington          | V 125-124 | Luka Dončić (31)        | Cauley-Stein, Dončić (12) | Luka Dončić (20)  | American Airlines Center   | 36 - 27 |
| 64    | 2 mai      | Sacramento          | D 99-111  | Luka Dončić (30)        | Marjanović, Powell (7)    | Luka Dončić (6)   | American Airlines Center   | 36 - 28 |
| 65    | 4 mai      | @ Miami             | V 127-113 | Tim Hardaway, Jr. (36)  | Luka Dončić (12)          | Luka Dončić (8)   | American Airlines Arena    | 37 - 28 |
| 66    | 6 mai      | Brooklyn            | V 113-109 | Luka Dončić (24)        | Dončić, Powell (10)       | Luka Dončić (8)   | American Airlines Center   | 38 - 28 |
| 67    | 7 mai      | Cleveland           | V 110-90  | Luka Dončić (24)        | Luka Dončić (8)           | Jalen Brunson (6) | American Airlines Center   | 39 - 28 |
| 68    | 9 mai      | @ Cleveland         | V 124-97  | Tim Hardaway, Jr. (25)  | Dwight Powell (9)         | Jalen Brunson (7) | Rocket Mortgage FieldHouse | 40 - 28 |
| 69    | 11 mai     | @ Memphis           | D 104-133 | Tim Hardaway, Jr. (19)  | Willie Cauley-Stein (8)   | Luka Dončić (5)   | FedExForum                 | 40 - 29 |
| 70    | 12 mai     | La Nouvelle-Orléans | V 125-107 | Luka Dončić (33)        | Dončić, Powell (8)        | Luka Dončić (8)   | American Airlines Center   | 41 - 29 |
| 71    | 14 mai     | Toronto             | V 114-110 | Kristaps Porziņģis (21) | Dončić, Porziņģis (10)    | Luka Dončić (11)  | American Airlines Center   | 42 - 29 |
| 72    | 16 mai     | @ Minnesota         | D 121-136 | Dončić, Porziņģis (18)  | Dwight Powell (7)         | Dwight Powell (8) | Target Center              | 42 - 30 |

### Playoffs
| Playoffs Total: 3-4 (Domicile : 0-3; Extérieur : 3-1) |

| Match | Date match | Équipe          | Score     | Meilleur marqueur | Meilleur rebondeur      | Meilleur passeur | Lieux                    | Série |
| ----- | ---------- | --------------- | --------- | ----------------- | ----------------------- | ---------------- | ------------------------ | ----- |
| 1     | 22 mai     | @ L.A. Clippers | V 113-103 | Luka Dončić (31)  | Luka Dončić (10)        | Luka Dončić (11) | Staples Center           | 1 - 0 |
| 2     | 25 mai     | @ L.A. Clippers | V 127-121 | Luka Dončić (39)  | Luka Dončić (7)         | Luka Dončić (7)  | Staples Center           | 2 - 0 |
| 3     | 28 mai     | L.A. Clippers   | D 108-118 | Luka Dončić (44)  | Luka Dončić (9)         | Luka Dončić (9)  | American Airlines Center | 2 - 1 |
| 4     | 30 mai     | L.A. Clippers   | D 81-106  | Luka Dončić (19)  | Dorian Finney-Smith (8) | Luka Dončić (6)  | American Airlines Center | 2 - 2 |
| 5     | 2 juin     | @ L.A. Clippers | V 105-100 | Luka Dončić (42)  | Luka Dončić (8)         | Luka Dončić (14) | Staples Center           | 3 - 2 |
| 6     | 4 juin     | L.A. Clippers   | D 97-104  | Luka Dončić (29)  | Boban Marjanović (9)    | Luka Dončić (11) | American Airlines Center | 3 - 3 |
| 7     | 6 juin     | @ L.A. Clippers | D 111-126 | Luka Dončić (46)  | Kristaps Porziņģis (11) | Luka Dončić (14) | Staples Center           | 3 - 4 |

### Confrontations en saison régulière
| Conférence Est      | Conférence Est                              | Conférence Est                              | Conférence Ouest                            | Conférence Ouest                            | Conférence Ouest                            | Conférence Ouest                            | Conférence Ouest                            |
| Division Atlantique | Division Atlantique                         | Division Atlantique                         | Division Nord-Ouest                         | Division Nord-Ouest                         | Division Nord-Ouest                         | Division Nord-Ouest                         | Division Nord-Ouest                         |
| Équipe              | Domicile                                    | Extérieur                                   | Équipe                                      | Domicile                                    | Domicile                                    | Extérieur                                   | Extérieur                                   |
| ------------------- | ------------------------------------------- | ------------------------------------------- | ------------------------------------------- | ------------------------------------------- | ------------------------------------------- | ------------------------------------------- | ------------------------------------------- |
| Boston              | 110-107                                     | 113-108                                     | Denver                                      | 113-117                                     |                                             | 124-117 (OT)                                | 116-103                                     |
| Brooklyn            | 113-109                                     | 115-98                                      | Minnesota                                   | 127-122                                     |                                             | 128-108                                     | 121-136                                     |
| New York            | 109-117                                     | 99-86                                       | Oklahoma City                               | 87-78                                       |                                             | 108-116                                     | 127-106                                     |
| Philadelphie        | 95-113                                      | 97-111                                      | Portland                                    | 118-121                                     |                                             | 119-125                                     | 132-92                                      |
| Toronto             | 114-110                                     | 93-116                                      | Utah                                        | 111-103                                     |                                             | 104-116                                     | 101-120                                     |
|                     | 3-2                                         | 3-2                                         |                                             | 3-2                                         | 3-2                                         | 5-5                                         | 5-5                                         |
| Division            | 6-4                                         | 6-4                                         | Division                                    | 8-7                                         | 8-7                                         | 8-7                                         | 8-7                                         |
| Division Centrale   | Division Centrale                           | Division Centrale                           | Division Pacifique                          | Division Pacifique                          | Division Pacifique                          | Division Pacifique                          | Division Pacifique                          |
| Équipe              | Domicile                                    | Extérieur                                   | Équipe                                      | Domicile                                    | Domicile                                    | Extérieur                                   | Extérieur                                   |
| Chicago             | 101-117                                     | 108-118                                     | Golden State                                | 116-147                                     | 134-132                                     | 133-103                                     |                                             |
| Cleveland           | 110-90                                      | 124-97                                      | L.A. Clippers                               | 99-109                                      | 105-89                                      | 124-73                                      |                                             |
| Detroit             | 127-117                                     | 115-105                                     | L.A. Lakers                                 | 115-110                                     | 108-93                                      | 115-138                                     |                                             |
| Indiana             | 94-109                                      | 124-112                                     | Phoenix                                     | 105-111                                     | 108-109                                     | 102-106                                     |                                             |
| Milwaukee           | 116-101                                     | 109-112                                     | Sacramento                                  | 107-121                                     | 99-111                                      | 106-113                                     |                                             |
|                     | 3-2                                         | 3-2                                         |                                             | 4-6                                         | 4-6                                         | 2-3                                         | 2-3                                         |
| Division            | 6-4                                         | 6-4                                         | Division                                    | 6-9                                         | 6-9                                         | 6-9                                         | 6-9                                         |
| Division Sud-Est    | Division Sud-Est                            | Division Sud-Est                            | Division Sud-Ouest                          | Division Sud-Ouest                          | Division Sud-Ouest                          | Division Sud-Ouest                          | Division Sud-Ouest                          |
| Équipe              | Domicile                                    | Extérieur                                   | Équipe                                      | Domicile                                    | Domicile                                    | Extérieur                                   | Extérieur                                   |
| Atlanta             | 118-117                                     | 122-116                                     |                                             |                                             |                                             |                                             |                                             |
| Charlotte           | 99-116                                      | 104-93                                      | Houston                                     | 108-133                                     |                                             | 113-100                                     | 93-102                                      |
| Miami               | 93-83                                       | 127-113                                     | Memphis                                     | 102-92                                      |                                             | 114-113                                     | 104-133                                     |
| Orlando             | 112-98                                      | 130-124                                     | New Orleans                                 | 143-130                                     | 125-107                                     | 103-112                                     |                                             |
| Washington          | 125-124                                     | 109-87                                      | San Antonio                                 | 115-104                                     | 117-119                                     | 122-117                                     |                                             |
|                     | 4-1                                         | 5-0                                         |                                             | 4-2                                         | 4-2                                         | 3-3                                         | 3-3                                         |
| Division            | 9-1                                         | 9-1                                         | Division                                    | 7-5                                         | 7-5                                         | 7-5                                         | 7-5                                         |
| Conférence          | 21-9 (Domicile : 10-5; Extérieur : 11-4)    | 21-9 (Domicile : 10-5; Extérieur : 11-4)    | Conférence                                  | 21-21 (Domicile : 11-10; Extérieur : 10-11) | 21-21 (Domicile : 11-10; Extérieur : 10-11) | 21-21 (Domicile : 11-10; Extérieur : 10-11) | 21-21 (Domicile : 11-10; Extérieur : 10-11) |
| Total               | 42-30 (Domicile : 21-15; Extérieur : 21-15) | 42-30 (Domicile : 21-15; Extérieur : 21-15) | 42-30 (Domicile : 21-15; Extérieur : 21-15) | 42-30 (Domicile : 21-15; Extérieur : 21-15) | 42-30 (Domicile : 21-15; Extérieur : 21-15) | 42-30 (Domicile : 21-15; Extérieur : 21-15) | 42-30 (Domicile : 21-15; Extérieur : 21-15) |

## Classements
| Conférence Ouest | Conférence Ouest                    | Conférence Ouest | Conférence Ouest | Conférence Ouest | Conférence Ouest | Conférence Ouest | Conférence Ouest |
| No               | Franchise                           | Vic.             | Def.             | MJ               | V/D              | GB               |                  |
| ---------------- | ----------------------------------- | ---------------- | ---------------- | ---------------- | ---------------- | ---------------- | ---------------- |
| 1                | z - Jazz de l'Utah*                 | 52               | 20               | 72               | .722             | –                |                  |
| 2                | y - Suns de Phoenix*                | 51               | 21               | 72               | .708             | 1                |                  |
| 3                | x - Nuggets de Denver               | 47               | 25               | 72               | .653             | 5                |                  |
| 4                | x - Clippers de Los Angeles         | 47               | 25               | 72               | .653             | 5                |                  |
| 5                | y - Mavericks de Dallas*            | 42               | 30               | 72               | .583             | 10               |                  |
| 6                | x - Trail Blazers de Portland       | 42               | 30               | 72               | .583             | 10               |                  |
|                  |                                     |                  |                  |                  |                  |                  |                  |
| 7                | x - Lakers de Los Angeles           | 42               | 30               | 72               | .583             | 10               |                  |
| 8                | x - Grizzlies de Memphis            | 38               | 34               | 72               | .528             | 14               |                  |
| 9                | o - Warriors de Golden State        | 39               | 33               | 72               | .542             | 13               |                  |
| 10               | o - Spurs de San Antonio            | 33               | 39               | 72               | .458             | 19               |                  |
|                  |                                     |                  |                  |                  |                  |                  |                  |
| 11               | o - Pelicans de La Nouvelle-Orléans | 31               | 41               | 72               | .431             | 21               |                  |
| 12               | o - Kings de Sacramento             | 31               | 41               | 72               | .431             | 21               |                  |
| 13               | o - Timberwolves du Minnesota       | 23               | 49               | 72               | .319             | 29               |                  |
| 14               | o - Thunder d'Oklahoma City         | 22               | 50               | 72               | .306             | 30               |                  |
| 15               | o - Rockets de Houston              | 17               | 55               | 72               | .236             | 35               |                  |

| Division Sud-Ouest           | V  | D  | MJ | V/D  | GB | Dom   | Ext   | Div |
| ---------------------------- | -- | -- | -- | ---- | -- | ----- | ----- | --- |
| y - Mavericks de Dallas      | 42 | 30 | 72 | .583 | –  | 21–15 | 21–15 | 7–5 |
| x - Grizzlies de Memphis     | 38 | 34 | 72 | .528 | 4  | 18–18 | 20–16 | 6–6 |
| o - Spurs de San Antonio     | 33 | 39 | 72 | .458 | 9  | 14–22 | 19–17 | 6–6 |
| o - Pelicans de Nlle-Orléans | 31 | 41 | 72 | .431 | 11 | 18–18 | 13–23 | 6–6 |
| o - Rockets de Houston       | 17 | 55 | 72 | .236 | 25 | 9–27  | 8–28  | 5–7 |

## Effectif

### Effectif actuel
| Mavericks de Dallas Effectif en fin de saison régulière        |    |                        |                      |                          |
| Entraîneur : Rick Carlisle                                     |    |                        |                      |                          |
| Ailier                                                         | 2  | Drapeau des États-Unis | Tyler Bey (R) (TW)   | Colorado                 |
| Meneur                                                         | 13 | Drapeau des États-Unis | Jalen Brunson        | Villanova                |
| Meneur                                                         | 3  | Drapeau des États-Unis | Trey Burke           | Michigan                 |
| Pivot                                                          | 33 | Drapeau des États-Unis | Willie Cauley-Stein  | Kentucky                 |
| Meneur / Arrière                                               | 77 |                        | Luka Dončić          | Real Madrid              |
| Ailier / Ailier fort                                           | 10 | Drapeau des États-Unis | Dorian Finney-Smith  | Florida                  |
| Arrière                                                        | 8  | Drapeau de l'Australie | Josh Green (R)       | Arizona                  |
| Arrière / Ailier                                               | 11 | Drapeau des États-Unis | Tim Hardaway, Jr.    | Michigan                 |
| Arrière                                                        | 14 | Drapeau des États-Unis | Nate Hinton (R) (TW) | Houston                  |
| Ailier fort / Pivot                                            | 42 | Drapeau de l'Allemagne | Maxi Kleber          | Bayern Munich            |
| Pivot                                                          | 51 | Drapeau de la Serbie   | Boban Marjanović     | Étoile rouge de Belgrade |
| Ailier fort / Pivot                                            | 44 | Drapeau de l'Italie    | Nicolò Melli         | Fenerbahçe SK            |
| Ailier fort / Pivot                                            | 6  | Drapeau de la Lettonie | Kristaps Porziņģis   | CDB Séville              |
| Ailier fort / Pivot                                            | 7  | Drapeau du Canada      | Dwight Powell        | Stanford                 |
| Arrière                                                        | 17 | Drapeau des États-Unis | J.J. Redick          | Duke                     |
| Arrière / Ailier                                               | 0  | Drapeau des États-Unis | Josh Richardson      | Tennessee                |
| Meneur                                                         | 1  | Drapeau des États-Unis | Tyrell Terry (R)     | Stanford                 |
| (C) - Capitaine, (R) - Rookie, (TW) - Two-way contract, Blessé |    |                        |                      |                          |

## Récompenses durant la saison
| Date                   | Joueur      | Récompense                                     |
| ---------------------- | ----------- | ---------------------------------------------- |
| 4 janvier - 10 janvier | Luka Dončić | Joueur de la semaine dans la Conférence Ouest. |
| 19 février             | Luka Dončić | ☆ All-Star 2021 ☆                              |
| 29 mars - 4 avril      | Luka Dončić | Joueur de la semaine dans la Conférence Ouest. |
| 19 avril - 25 avril    | Luka Dončić | Joueur de la semaine dans la Conférence Ouest. |
| 15 juin                | Luka Dončić | All-NBA First Team                             |

## Transactions

### Joueurs qui re-signent
|  | Joueur ayant signé un contrat non-garanti, pour intégrer les camps d'entraînement de l'équipe. |

| Date       | Joueur              | Contrat                                      |
| ---------- | ------------------- | -------------------------------------------- |
| 01/12/2020 | J. J. Barea         | Contrat de 2 564 753 $ sur 1 an.             |
| 01/12/2020 | Trey Burke          | Contrat de 9 450 000 $ sur 3 ans.            |
| 01/12/2020 | Willie Cauley-Stein | Contrat de 8 200 000 $ sur 2 ans.            |
| 10/12/2020 | Courtney Lee        | Contrat non-garanti de 2 564 753 $ sur 1 an. |

### Options dans les contrats
| Date       | Joueur              | Option                                                                                 |
| ---------- | ------------------- | -------------------------------------------------------------------------------------- |
| 16/11/2020 | Willie Cauley-Stein | Willie Cauley-Stein décline son option joueur de 2 286 357 $ pour la saison 2020-2021. |
| 17/11/2020 | Tim Hardaway, Jr.   | Tim Hardaway, Jr. exerce son option joueur de 18 975 000 $ pour la saison 2020-2021.   |
| 01/12/2020 | Luka Dončić         | Dallas exerce son option d'équipe de 10 174 391 $ pour la saison 2021-2022.            |

### Échanges
| Novembre    | Novembre | Novembre                                                                                          | Novembre |
| ----------- | --- | ------------------------------------------------------------------------------------------------- | -------- |
| 18 novembre | Vers les Mavericks de Dallas - Josh Richardson - Droits sur Tyler Bey (#36) | Vers les 76ers de Philadelphie - Seth Curry                                                       | [ 20 ]   |
| 27 novembre | Échange à trois équipes | Échange à trois équipes                                                                           | [ 21 ]   |
| 27 novembre | Vers les Mavericks de Dallas - James Johnson (Du Thunder) | Vers les Pistons de Détroit - Delon Wright (Des Mavericks)                                        | [ 21 ]   |
| 27 novembre | Vers le Thunder d'Oklahoma City - Trevor Ariza (Des Pistons) - Justin Jackson (Des Mavericks) - Second tour de draft 2023 (Des Mavericks) - Second tour de draft 2026 (Des Mavericks) |                                                                                                   | [ 21 ]   |
| Mars        | |                                                                                                   |          |
| 25 mars     | Vers les Mavericks de Dallas - J. J. Redick - Nicolò Melli | Vers les Pelicans de La Nouvelle-Orléans - Wes Iwundu - James Johnson - Second tour de draft 2021 | [ 22 ]   |

### Arrivées

#### Draft
| Date       | Joueur             | Provenance                   |
| ---------- | ------------------ | ---------------------------- |
| 30/11/2020 | Josh Green (#18)   | Wildcats de l'Arizona (NCAA) |
| 01/12/2020 | Tyrell Terry (#31) | Cardinal de Stanford (NCAA)  |

#### Agents libres
|  | Joueur ayant signé un contrat non-garanti, pour intégrer les camps d'entraînement de l'équipe. |

| Date       | Joueur                 | Provenance                            | Contrat                                                 |
| ---------- | ---------------------- | ------------------------------------- | ------------------------------------------------------- |
| 01/12/2020 | Freddie Gillespie      | Bears de Baylor (NCAA)                | Contrat non-garanti de 898 310 $ sur 1 an. (Exhibit 10) |
| 01/12/2020 | Wes Iwundu             | Magic d'Orlando                       | Contrat de 3 502 857 $ sur 2 ans.                       |
| 01/12/2020 | Devonte Patterson (en) | Prairie View A&M Panthers (en) (NCAA) | Contrat non-garanti de 898 310 $ sur 1 an. (Exhibit 10) |

#### Two-way contracts
| Date       | Joueur          | Provenance                   |
| ---------- | --------------- | ---------------------------- |
| 30/11/2020 | Tyler Bey (#36) | Buffaloes du Colorado (NCAA) |
| 01/12/2020 | Nate Hinton     | Cougars de Houston (NCAA)    |

### Départs

#### Agents libres
| Date       | Joueur                         | Nouvelle équipe ¹       |
| ---------- | ------------------------------ | ----------------------- |
| 28/11/2020 | Michael Kidd-Gilchrist         | Knicks de New York      |
| 03/12/2020 | Antonius Cleveland (Restreint) | Thunder d'Oklahoma City |
| 23/01/2021 | José Juan Barea                | Estudiantes Madrid      |

#### Joueurs coupés
|  | Joueurs non conservés après les camps d'entraînements de l'équipe. |

| Date       | Joueur            |
| ---------- | ----------------- |
| 10/12/2020 | J. J. Barea       |
| 18/12/2020 | Freddie Gillespie |
| 18/12/2020 | Devonte Patterson |
| 19/12/2020 | Courtney Lee      |